# Urbanice, Hradec Králové
Urbanice là một làng thuộc huyện Hradec Králové, vùng Královéhradecký, Cộng hòa Séc.